# MISS (アメリカ合衆国の宇宙計画)
MISS（英: Man In Space Soonest）はソビエト連邦より先に宇宙飛行士を宇宙空間に送り込もうとしたアメリカ空軍の計画。1958年7月にNASAが設立されたため、同年8月1日にこのプロジェクトはキャンセルされた。
この計画で選出された人物のうち、ニール・アームストロングはNASAのジェミニ計画とアポロ計画で宇宙へ行っている。また、ジョセフ・ウォーカーはX-15の実験で高度100キロメートルの宇宙空間に到達している。

## 宇宙飛行士
MISS計画には2つの宇宙飛行士選抜グループが存在する。

### 1957年度選抜

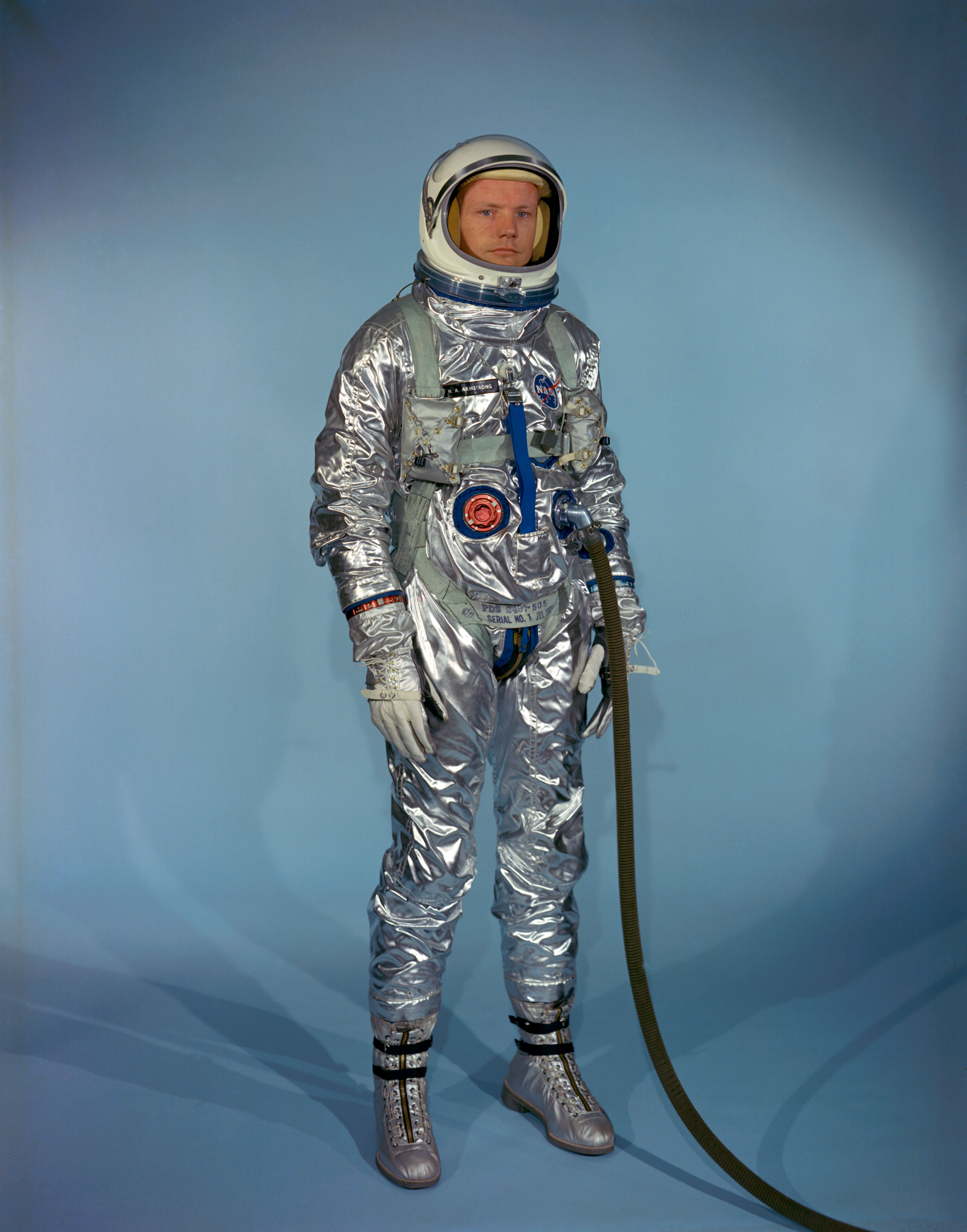
ニール・アームストロング
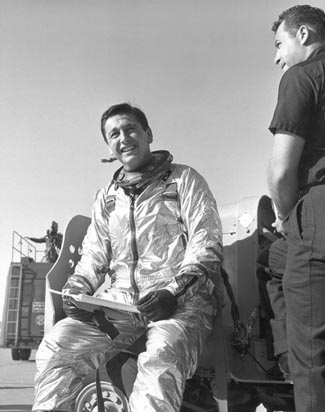
スコット・クロスフィールド
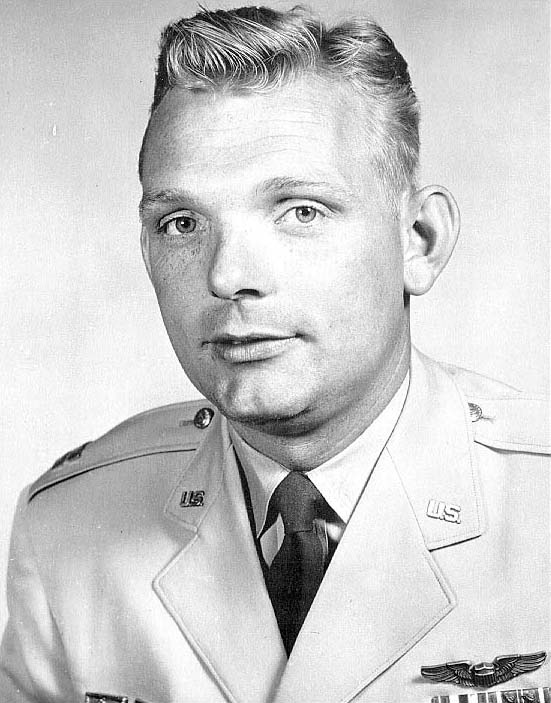
アイヴン・キンチェロー
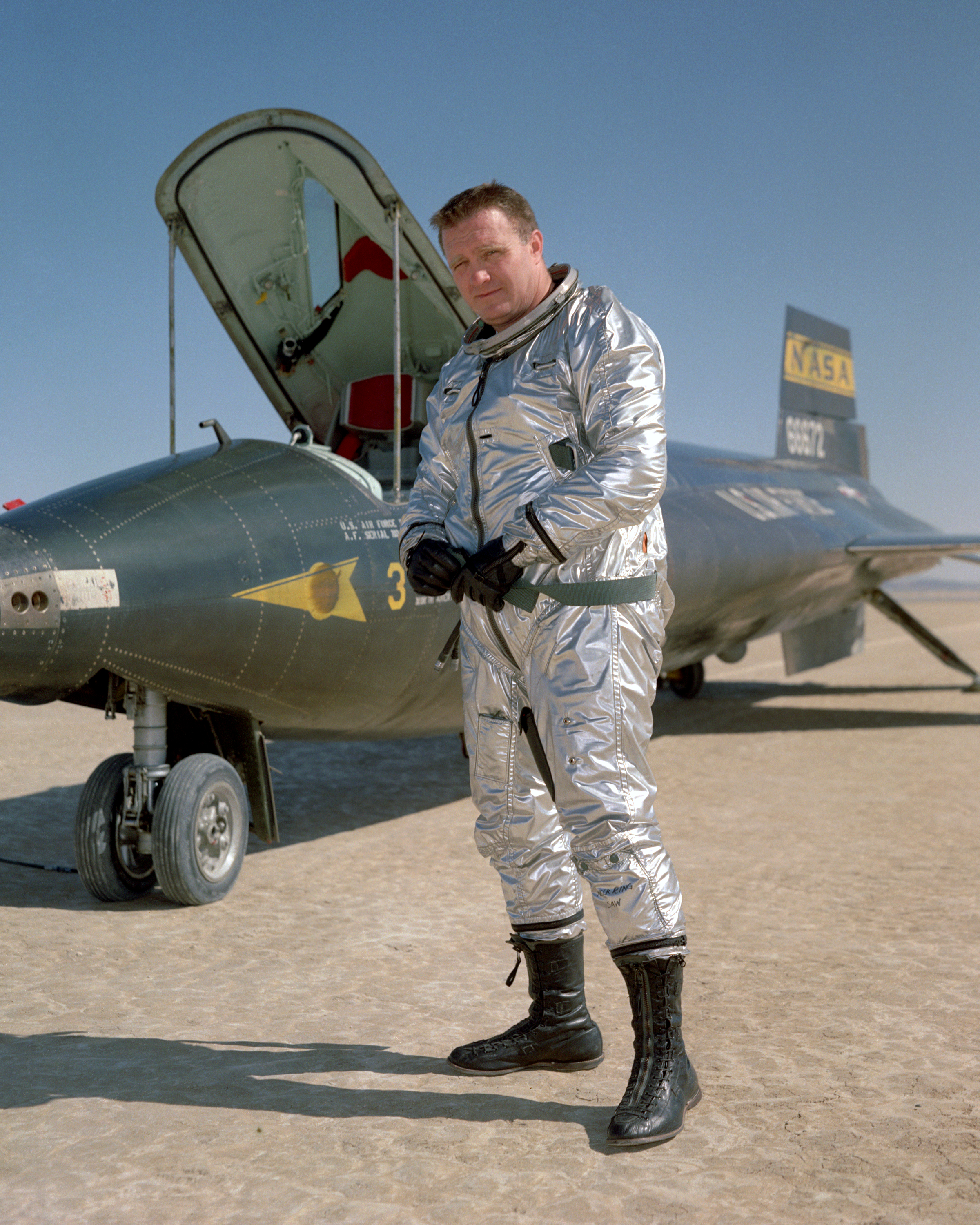
ジョン・マッケイ
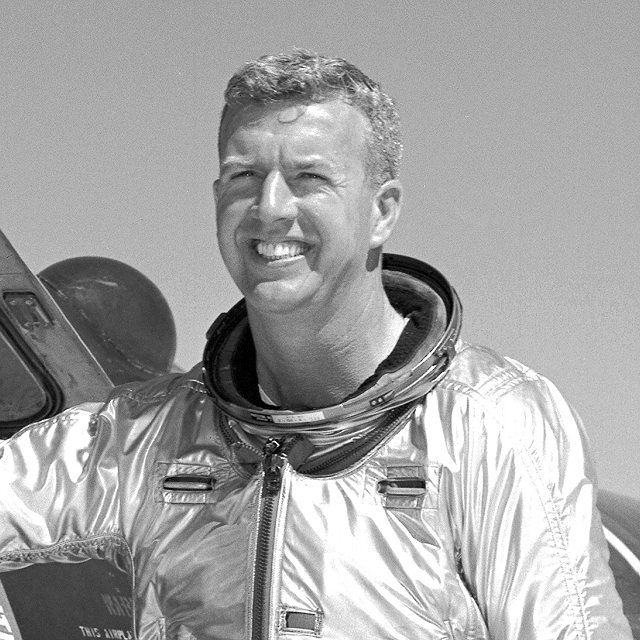
ジョセフ・ウォーカー
Alvin S. White
ロバート・ホワイト

### 1958年度選抜

Forrest S. Peterson
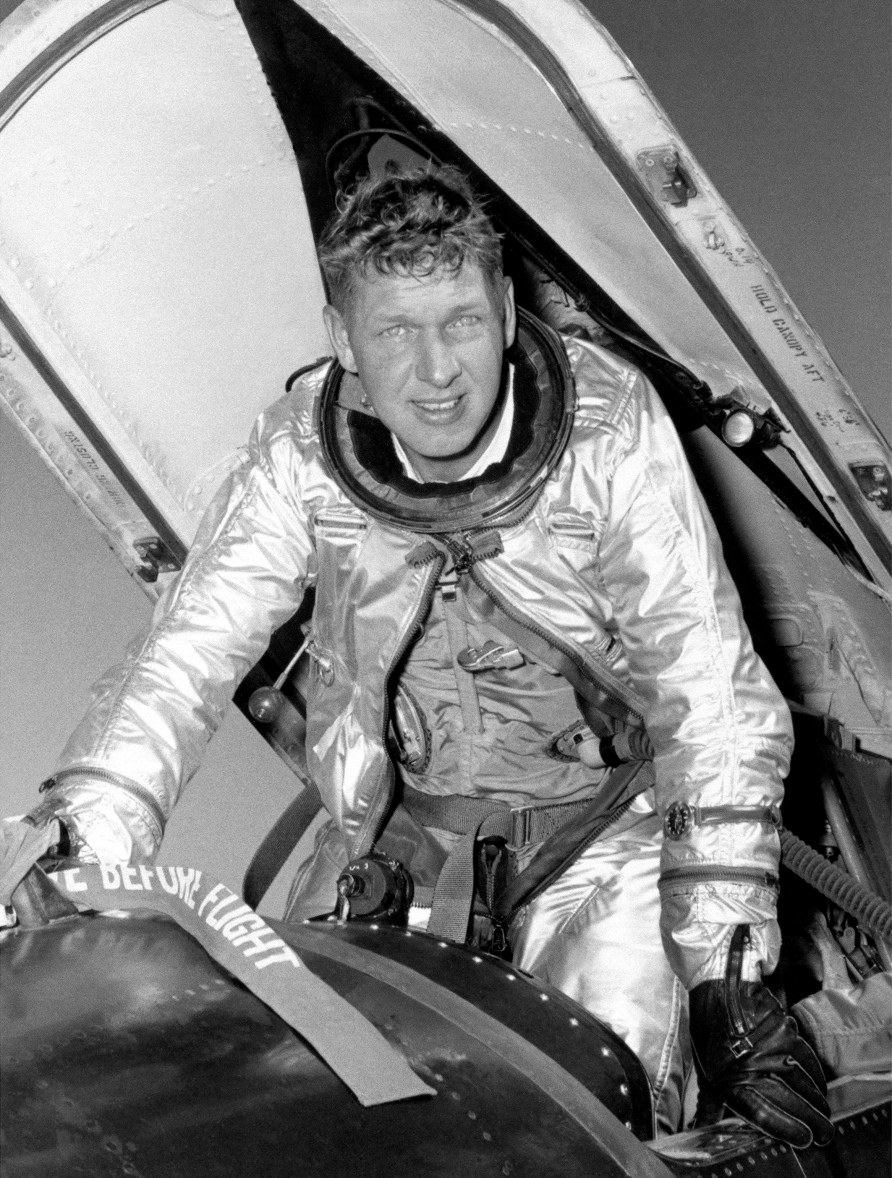
ロバート・ラッシュウォース